# The Wonderful Wizard of Oz
The Wonderful Wizard of Oz er en amerikansk stumfilm fra 1910 af Otis Turner.